# Jurswailly Luciano
Jurswailly Luciano, née le 25 mars 1991 à Willemstad (Curaçao), est une joueuse internationale néerlandaise de handball, évoluant au poste d'ailière droite au Metz Handball.

## Biographie
Jurswailly Luciano arrive à Metz en 2011 en provenance du club néerlandais de HV Quintus. Elle s'affirme rapidement et vient concurrencer l'internationale française Katty Piejos. À l'automne 2014, elle prolonge son contrat d'une année avec Metz Handball.
Après le départ de Katty Piéjos à l'été 2013, elle s'impose comme titulaire au poste d'ailière droite, notamment face à la concurrence de Chloé Bulleux, et prend une part active dans la victoire en coupe de la Ligue, à domicile, contre Fleury (25-20),, participe aux play-off qui voient la victoire du Metz Handball face à Issy Paris Hand, et remporte son 2e titre de championne de France.
En avril 2015, elle participe à la victoire en coupe de France face au HBC Nîmes (24-24, 4 tirs au but à 2),, qui permet à Metz de remporter un trophée lors de cette saison qui voit le club perdre son titre de champion au profit de Fleury au mois de mai.
La saison suivante, elle remporte avec Metz son troisième titre de championne de France, après une finale gagnée face à Fleury Loiret.
En novembre 2016, elle annonce son retrait de l'équipe nationale des Pays-Bas, après avoir réalisé son rêve de participer aux Handball aux Jeux olympiques de Rio, terminés à la 4e place.
Durant la saison 2016-2017, elle participe aux bons résultats du club de Metz qui remporte le championnat et la coupe de France, et réalise un excellent parcours européen, ne cédant qu'en quart de finale de la Ligue des champions face au futur vainqueur, Győri ETO KC. En août 2017, elle est élue meilleure ailière droite du championnat, au titre de la saison 2016-2017. 
Après un nouveau titre de champion de France en 2017-2018, elle signe, en septembre 2018, une prolongation de contrat de deux saisons la liant avec Metz Handball jusqu'en 2021. À la mi-octobre, elle annonce sa grossesse.
Après être devenue maman en avril 2019, elle souhaite donner la priorité à sa vie de famille et décide en 2020 de mettre un terme à sa carrière sportive à seulement 29 ans et un an avant le terme de son contrat messin,. Elle n'arrête pour autant pas le sport puisqu'elle entame une reconversion comme attaquante à l'AS Montigny-lès-Metz, en Régional 2 (D4) de football et ce avec un certain succès puisqu'elle inscrit un triplé pour son premier match officiel.
Néanmoins, du fait de la grave blessure de Melvine Deba, le Metz Handball convainc l'ailière droite néerlandaise de revenir sur sa décision d'arrêter le handball, prise au printemps

## Galerie

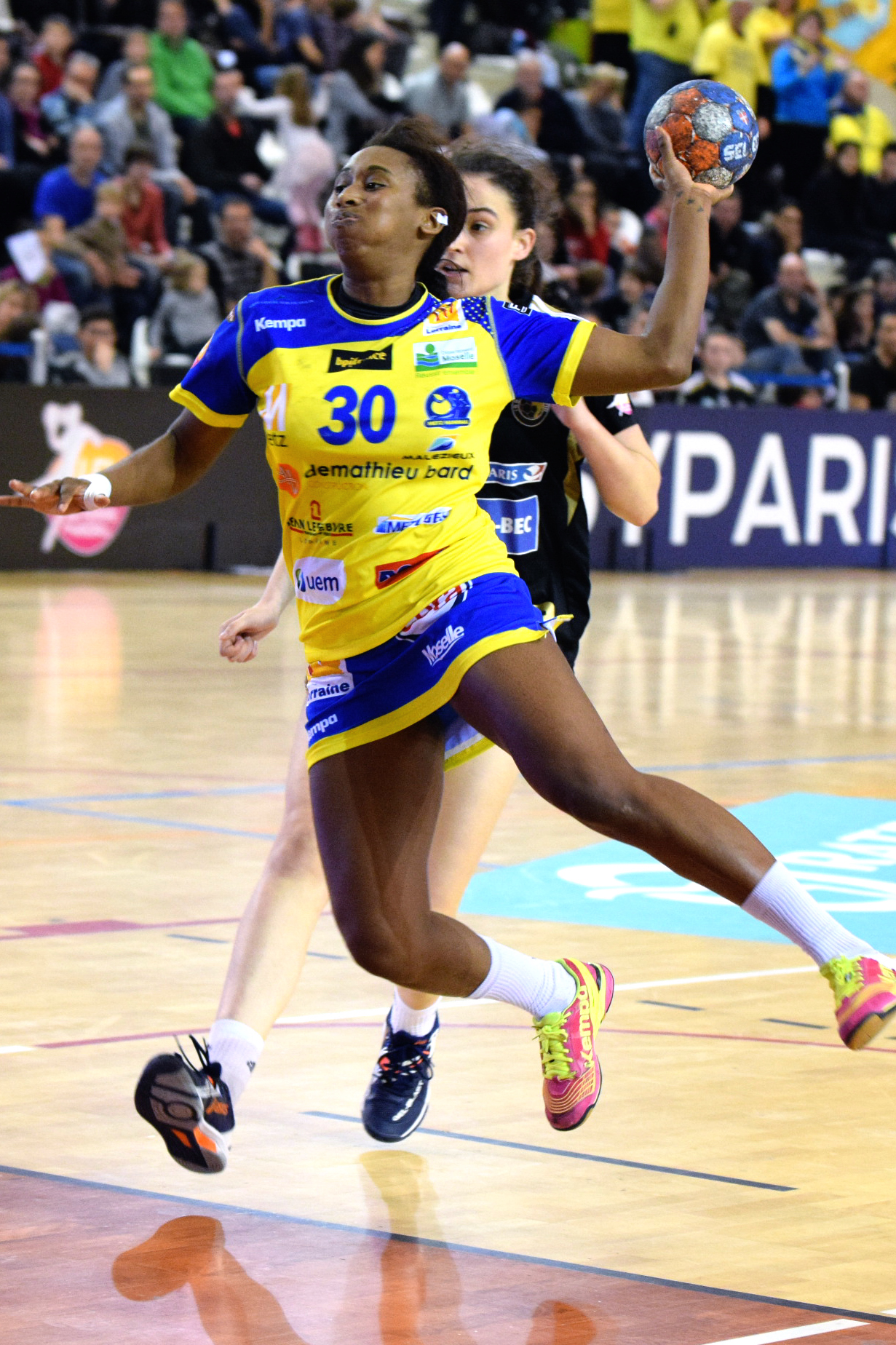
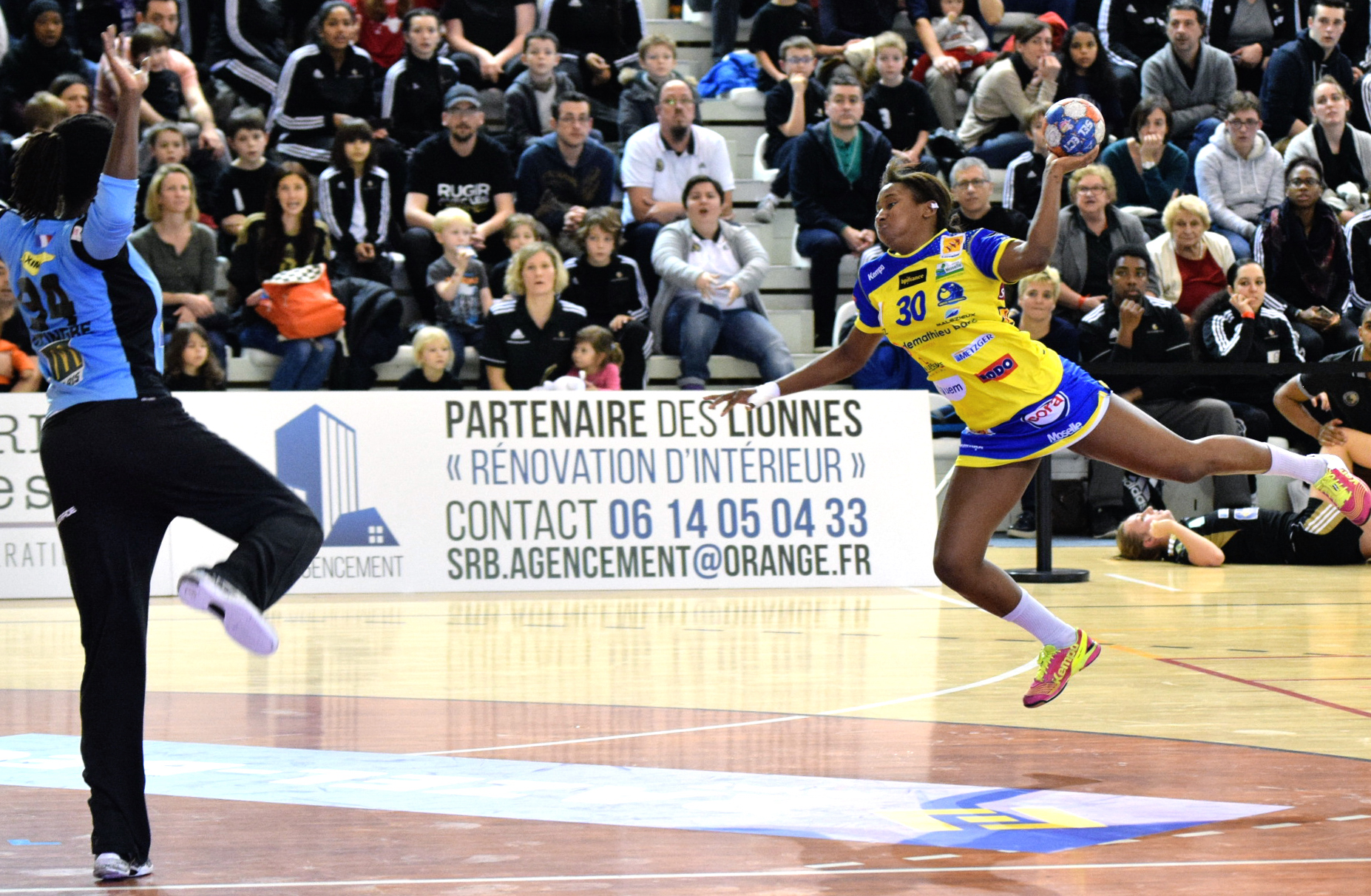
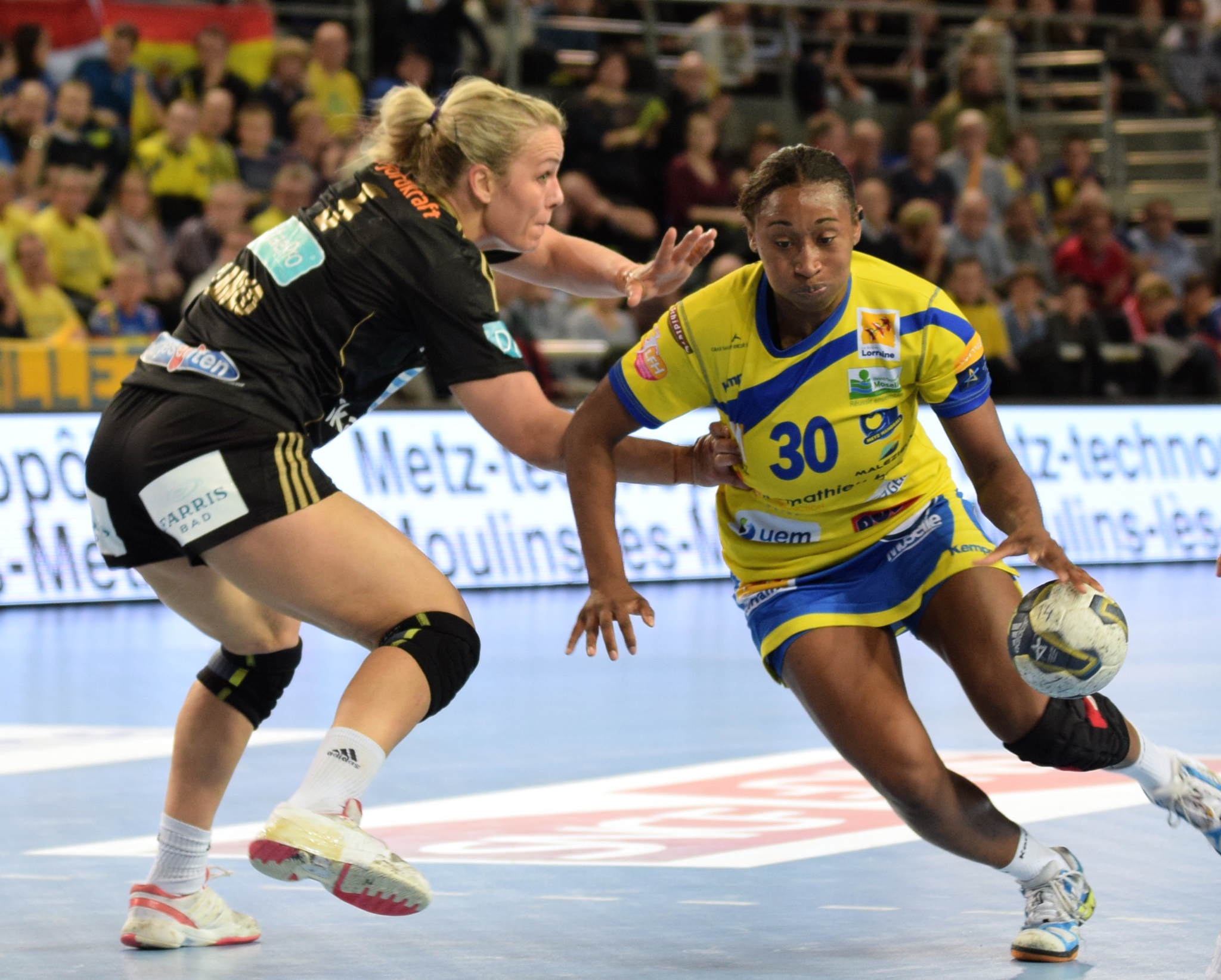
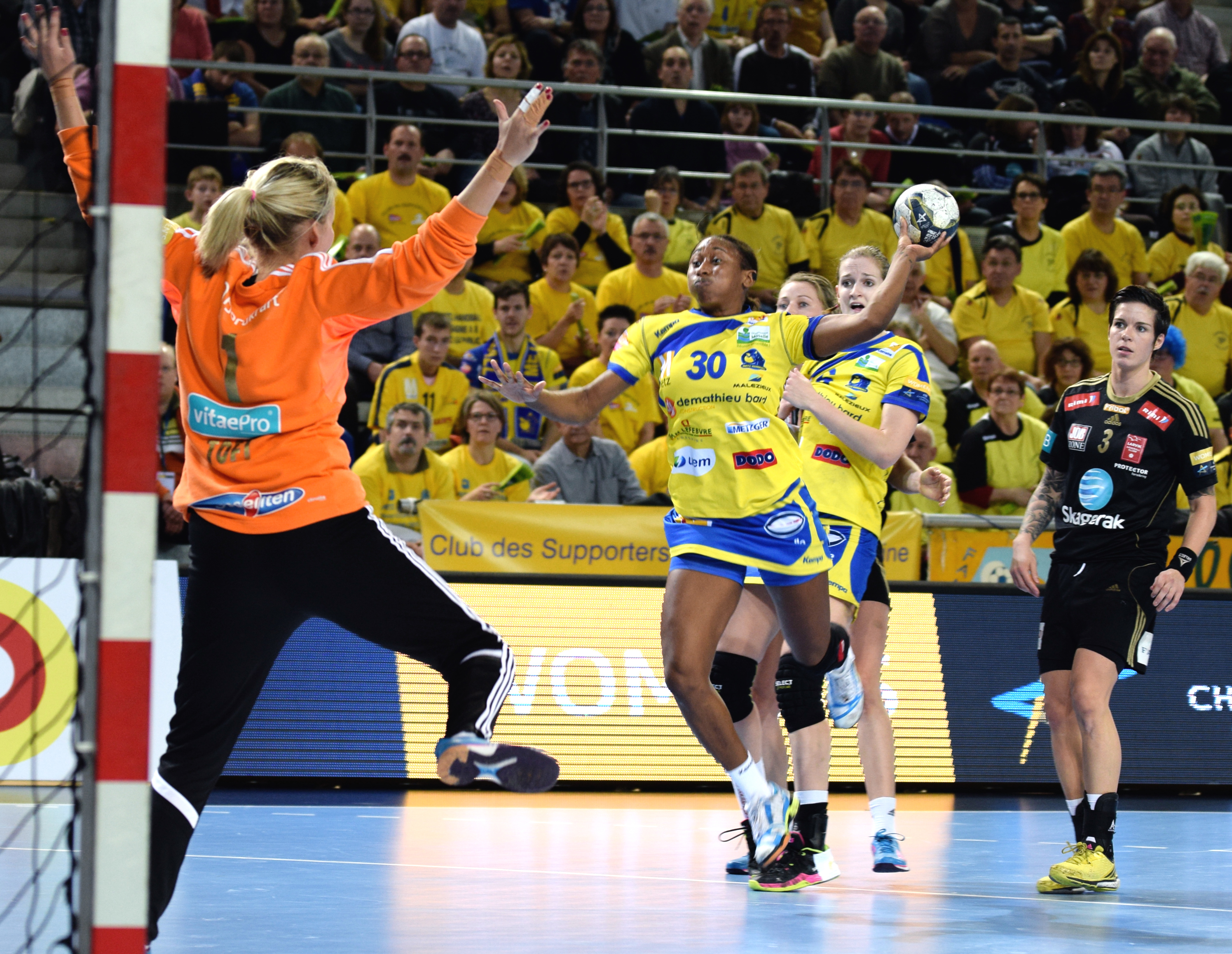

## Palmarès

### En club
compétitions internationales
- finaliste de la coupe de l'EHF (C3) en 2013[17] (avec Metz Handball)

compétitions nationales
- championne de France en 2013[18], 2014, 2016, 2017, 2018 et 2019 (avec Metz Handball)
- vainqueur de la coupe de France en 2013[19], 2015 et 2017 (avec Metz Handball)
- vainqueur de la coupe de la Ligue en 2014 (avec Metz Handball)

### En sélection
- 12e place au championnat du monde en 2013[20]
- 4e place aux Handball aux Jeux olympiques de 2016

### Distinctions individuelles
- meilleure ailière droite du championnat de France 2017[11]